# Grupo Dramático e Sportivo Cascais
Le Grupo Dramático e Sportivo Cascais est un club portugais de rugby à XV basé à Cascais. Le club évolue au plus haut niveau du rugby portugais, le Championnat du Portugal de rugby à XV.

## Palmarès
- Championnat du Portugal de rugby à XV (6)
  - Vainqueur : 1987, 1992, 1993, 1994, 1995, 1996
- Coupe du Portugal de rugby à XV (4)
  - Vainqueur : 1987, 1991, 1992, 1993
  - Finaliste : 1990, 1995, 1997, 2000, 2015
- Coupe ibérique de rugby à XV (3)
  - Vainqueur : 1993, 1994, 1997
  - Finaliste : 1988, 1995, 1996